# أمروتا كانفيلكار
أمروتا كانفيلكار مالهوترا (من مواليد 23 نوفمبر 1984) ممثلة هندية ولدت في مومباي. عملت في الأفلام الهندية والماراثية عرفت بمهاراتها في الرقص والتمثيل. فازت في الموسم السابع من برنامج الواقعي للرقص ناتش باليى مع زوجها هيمانشو أ. مالهوترا.

## وصلات خارجية
- أمروتا كانفيلكار على موقع IMDb (الإنجليزية)
- أمروتا كانفيلكار على موقع قاعدة بيانات الفيلم (الإنجليزية)